# Кисляк (молоко)

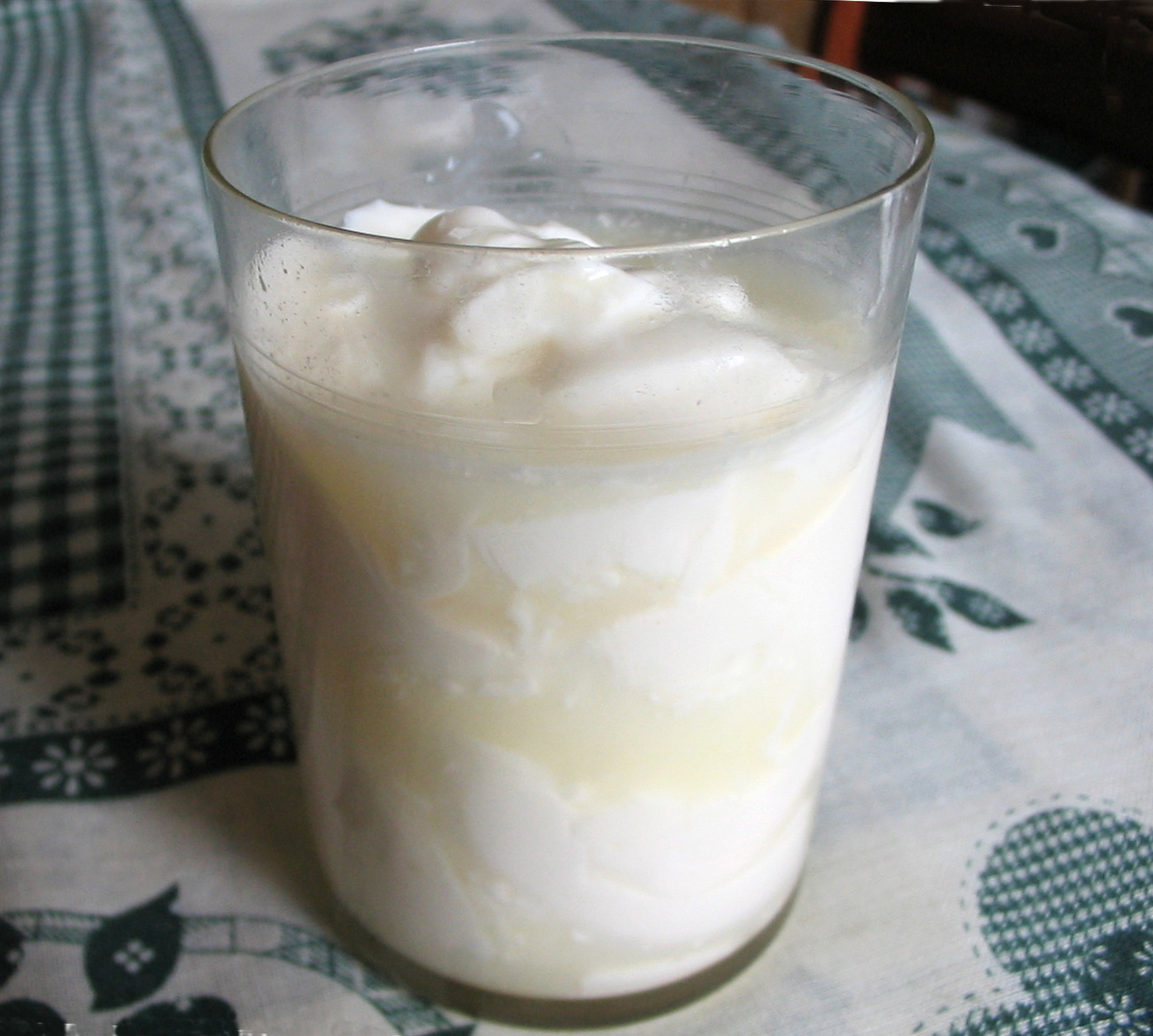
Кисле молоко

Кисля́к, самоки́ш, само́кись, також ки́сле молоко́, квасне́ молоко́ — коров'яче молоко, сквашене за допомогою молочнокислих бактерій, присутніх у молоці.
У порівнянні з натуральним молоком має більш густу консистенцію, яскраво виражений кислий смак. Широко використовується в кулінарії як напій, а також для виготовлення деяких різновидів тіста.
Напій використовують у косметології, для поліпшення стану волосся й шкіри.

## Процес
Молоко містить у собі безліч корисних речовин. Його важливий компонент — це тваринний білок, також в його складі є розчинені жири та цукор. Усі ці компоненти можуть слугувати харчуванням для молочнокислих бактерій. Коли бактерії починають розмножуватися, то в молоці відбуваються різні хімічні реакції, у тому числі згортання білка. Саме тому молоко скисає, тобто густіє, а також поділяється на дві складові частини — сироватку та більш густу частину, що згорнулася. Розмноження бактерій провокує висока температура зберігання молока. Кімнатної температури достатньо, щоб спровокувати реакцію.
Ризик скисання молока можна зменшити за допомогою спеціальної термічної обробки. Існує два типи подібної обробки — пастеризація і стерилізація. При пастеризації молоко нагрівається до 60–80 °C й перебуває в такому температурному режимі від тридцяти хвилин до години. Після цього процесу термін зберігання молока збільшується на кілька днів за рахунок того, що значна частина молочнокислих бактерій гине.
Ще один спосіб збереження молока — це стерилізація. У цьому випадку рідина нагрівається до температури кипіння. Таке молоко може зберігатися в герметичній упаковці протягом декількох місяців. Це зручно, але є й деякі мінуси — корисні властивості такого молока зменшуються.
При приготуванні молочних продуктів люди часто спеціально заквашують молоко. У цьому випадку хімічний процес починається через додавання в рідину спеціальних молочнокислих бактерій, наприклад, біфідобактерій, для отримання продукту з особливими властивостями.